# 席

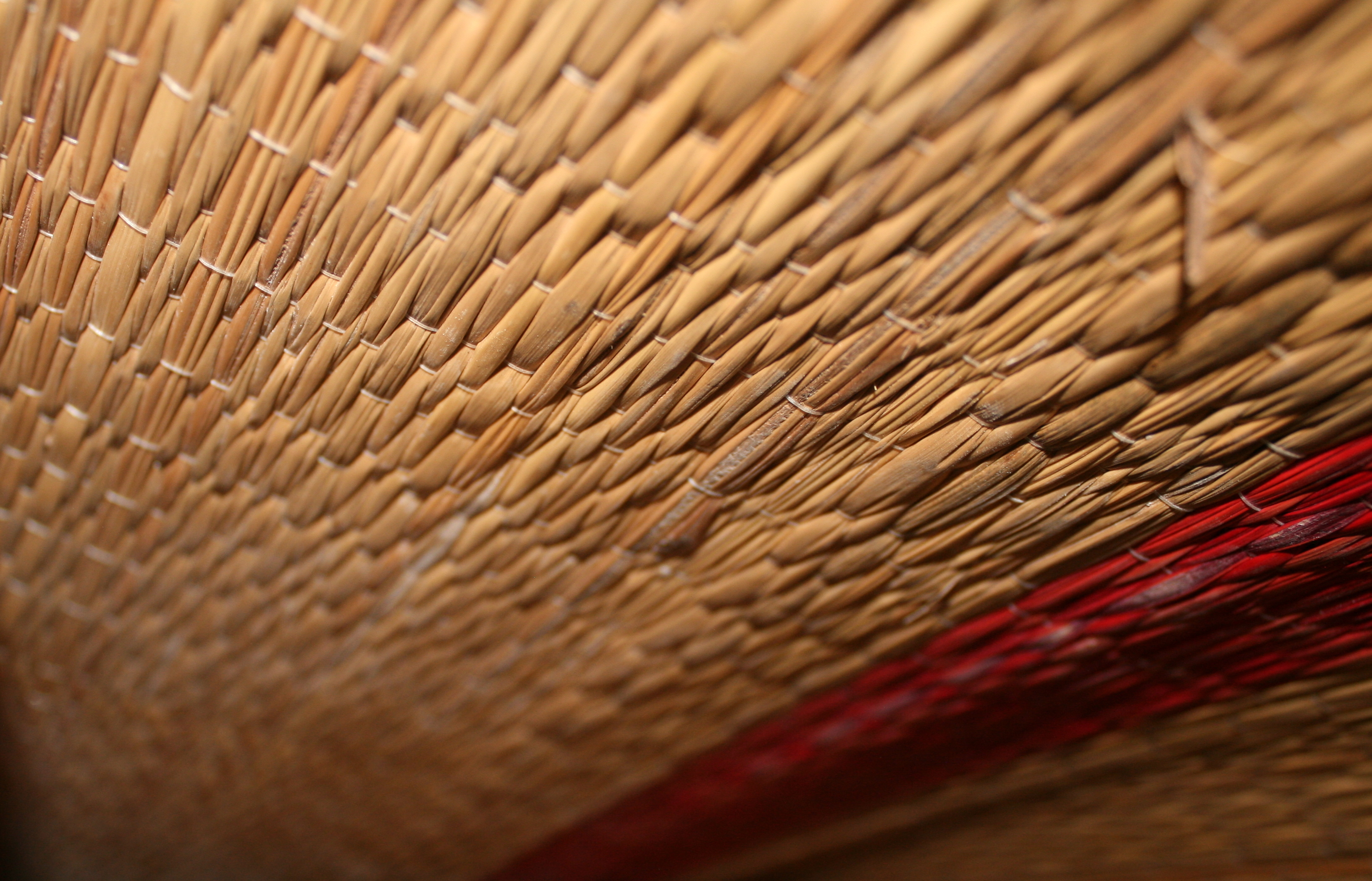
草席

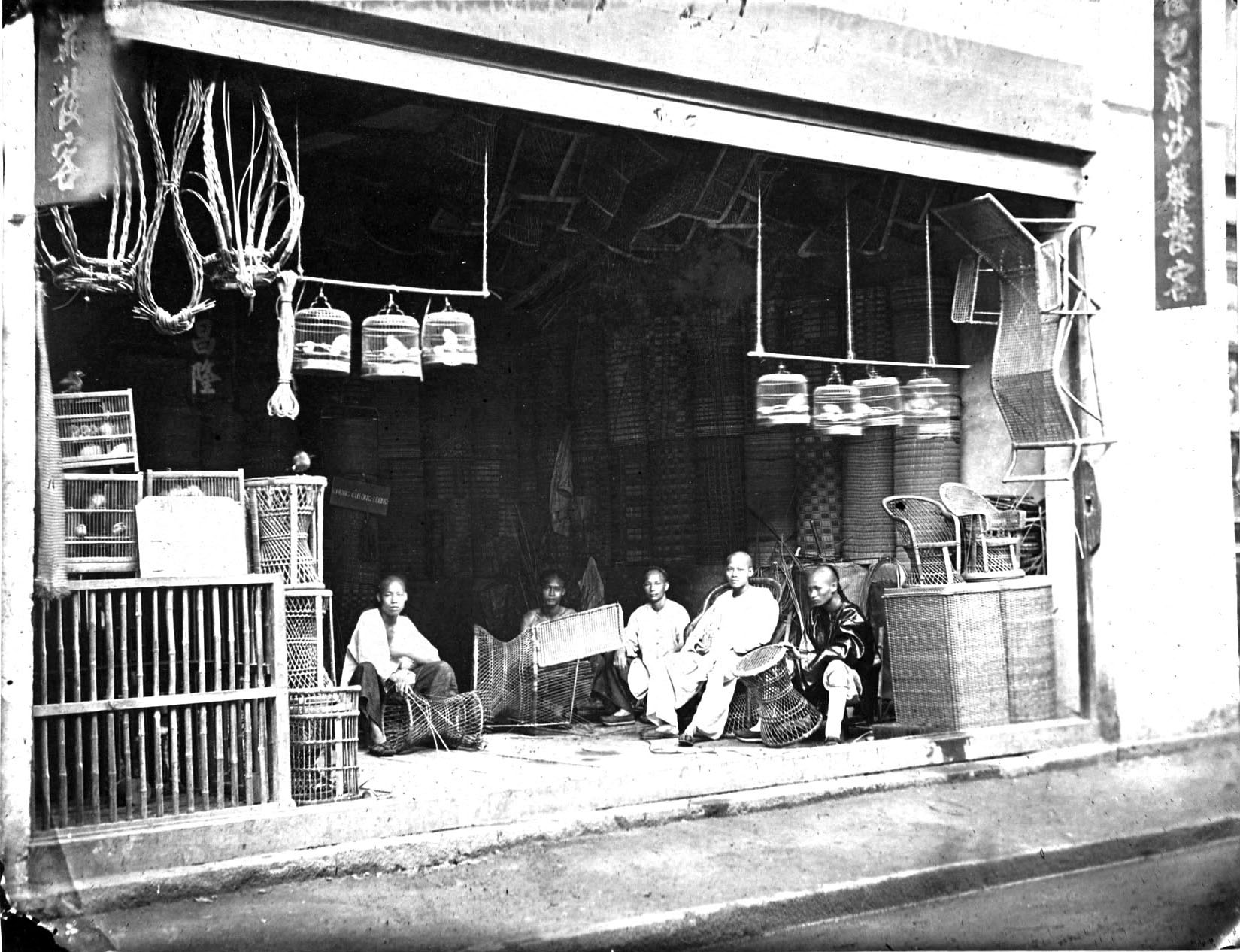
上海的凉席店，1860年至1880年間

席又寫作蓆，是傳統日常用品，在中國多以草或竹織成，但也有由象牙制作而成。
古人喜歡將之鋪在地上坐臥，也就是「席地而睡」、「席地而坐」等成語的來源。

## 延伸阅读
[在维基数据编辑]
 《欽定古今圖書集成·經濟彙編·考工典·席部》，出自陈梦雷《古今圖書集成》